# Euminucia camerunica
Euminucia camerunica là một loài bướm đêm trong họ Noctuidae.